# セーデル・シェル・ペサハ

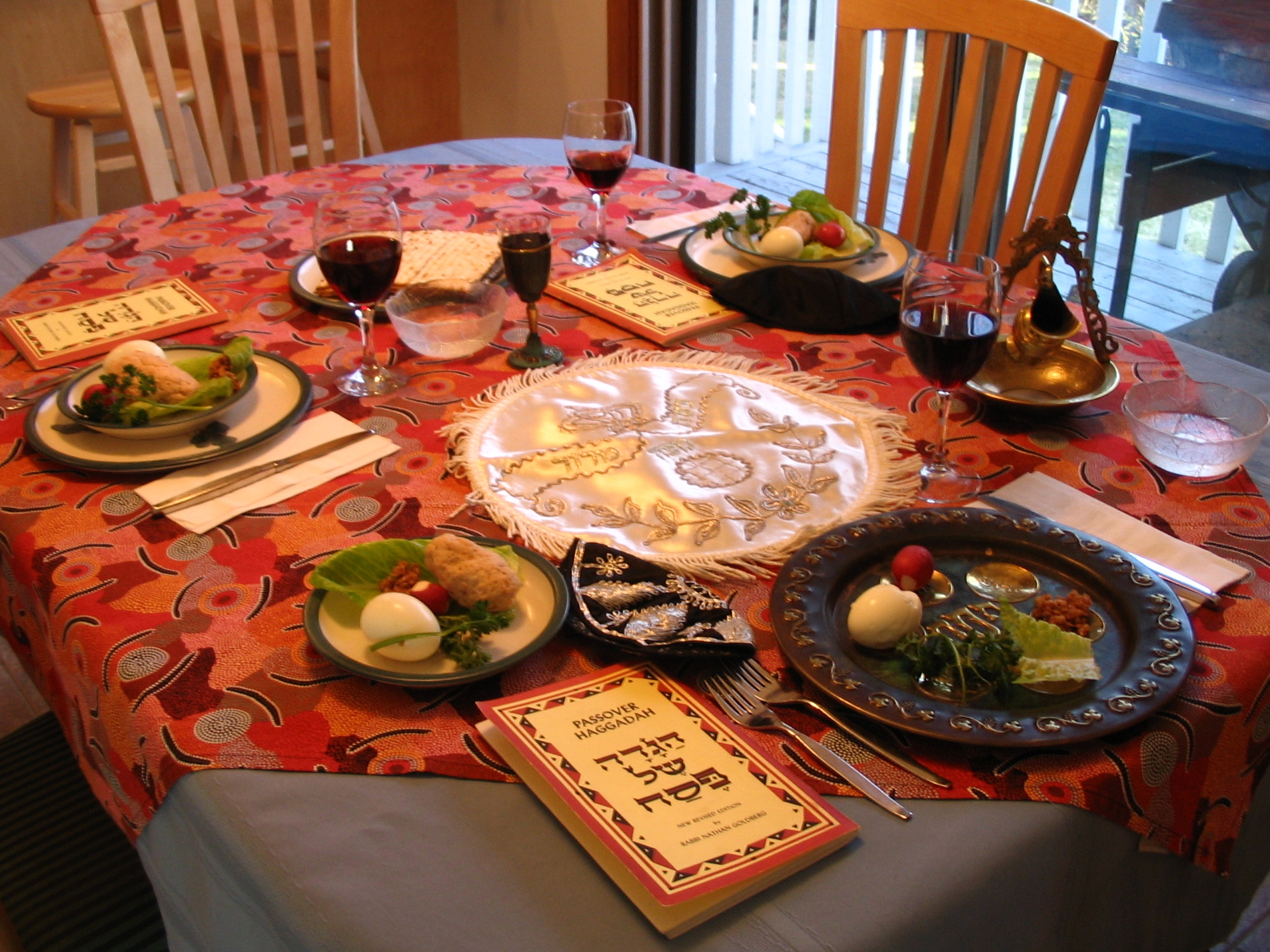
セーデルの食卓の一例

ペサハのセーデル（sēdher shel pesach）は、ユダヤ教のペサハにおける儀式的で重要な晩餐をいう。ユダヤ暦のニサン月15日に始まるペサハの最初の夜に行われ、イスラエルから離れたディアスポラの地においては2日目にも行われる。それぞれの食材と料理にはヘブライ語聖書の出エジプト記に基づくユダヤ人の歴史と信仰に関わる象徴的な意味が込められており、ユダヤ人としての意識を再確認し子どもたちに語り継ぐために親族あるいは共同体が一堂に会して行われる。